# ستيوارت مالاوير
ستيوارت إس مالاوير، الحاصل على درجة الدكتوراه في القانون، هو أستاذ بارز في مجال القانون والتجارة الدولية في جامعة جورج ميسون (كلية السياسة العامة). وهو أيضًا محامٍ دولي، يكتب في موضوعات القانون الدولي العام، والسياسة الأجنبية، والتجارة الدولية. وقد حصل على شهادة في القانون من كلية الحقوق بجامعة كورنيل ودرجة الدكتوراه في العلاقات الدولية من جامعة بنسلفانيا.
ويكتب مالاوير مقالات تنشرها جامعات، مثل هارفارد، و كورنيل، و فيرجينيا.
وفي عام 2009، رشح حاكم ولاية فيرجينيا، تيم كين، دكتور مالاوير لعضوية مجلس إدارة شراكة التنمية الاقتصادية بولاية فيرجينيا، ووافقت الجمعية العامة لولاية فيرجينيا على ذلك. وشغل دكتور مالاوير، أيضًا، في السابق منصب رئيس مجلس إدارة قسم الممارسات الدولية
في رابطة المحامين بولاية فيرجينيا.
وقد كان مالاوير، كذلك، من أعضاء هيئة التدريس المؤسسين في كلية الحقوق بجامعة جورج ميسون حيث يُدرِّس فيها القانون الدولي. وكان أيضًا الرئيس المؤسس لبرنامج التعاملات الدولية للخريجين  في جامعة جورج ميسون (المعهد الدولي)، وحصل على جائزة العام لأفضل عضو بهيئة التدريس بجامعة جورج ميسون.

## المؤلفات
Global Trade and International Law (دار نشر هاين وشركائه، 2013).
U.S. National Security Law and Policy (دار نشر هاين وشركائه، 2009).
WTO Law, Litigation and Policy (دار نشر هاين وشركائه، 2007).
Essays on International Law. (دار نشر هاين وشركائه، 1986).
Federal Regulation of International Business (5 أجزاء) (غرفة التجارة الأمريكية وجامعة جورج تاون) (1981–1983).
Studies in International Law.(دار نشر هاين وشركائه، 1977).
Imposed Treaties and International Law.(دار نشر هاين وشركاه، 1977).

## وصلات خارجية
- Website — International Trade Relations
- Blog — Global Trade Relations